# Towards the Sinister
Towards The Sinister er den første demo fra det britiske death/doom metal-band My Dying Bride, som blev udgivet i marts 1990. 

## Produktion
Efter My Dying Bride blev dannet i 1990, gik de i gang med at samle materiale til en udgivelse. Efter en skriveperiode på seks måneder havde bandet skrevet materiale nok, og tog derved til Revolver Studios med produceren Tim Walker. Den 24. og 25. november 1990 indspillede og mixede My Dying Bride demoen, hvis kvalitet var rimelig dårlig på grund af gammelt og lavt budgettet lydudstyr. Under indspilningerne havde bandet endnu ikke fundet nogen bassist, hvilket medførte at alt basspil blev undladet. Selve navnet til demoen Towards the Sinister blev taget fra en sætning i sangen "Symphonaire Infernus et Spera Empyrium."

## Sporliste
| 1. "Symphonaire Infernus et Spera Empyrium" – 8:33 Er en forholdsvis langsom sang, der generelt omhandler himmelen og helvedet. "Symphonaire Infernus et Spera Empyrium" blev indspillet og udgivet som en ep i 1992. 2. "Vast Choirs" – 7:20 Nummeret er meget lignende det første spor med den langsomme musikstil, og sangteksten der omhandler himmelen og helvedet. "Vast Choirs" blev genindspillet til debutalbummet As the Flower Withers i 1992. | 1. "The Grief of Age" – 4:00 Sangen er brutal, og bærer præg af indflydelsen fra dødsmetal. Sangteksten handler om at dø langt væk fra den man elsker. "The Grief of Age" blev aldrig genindspillet i bedre lydkvalitet, men dukkede op på opsamlingsalbummet Meisterwerk 1 fra 2000. 2. "Catching Feathers" Musikalsk ligner den meget "The Grief of Age" med det brutale præg. Sangen er baseret på en sand historie, om en galning der slog en femårig piges hoved i stykker, og havde seksuel omgang med hende imens hun stadig var i live, for til sidst at slå hende ihjel. "Catching Feathers" blev ikke genindspillet i bedre lydformat, men dukkede alligevel op på opsamlingsalbummet Meisterwerk 1 fra 2000. |

## Fodnoter
1. 1 2 3 4  "Himnos Rituales de Guerra interview med Aaron Stainthorpe". Paulo Millan. Arkiveret fra originalen 22. juli 2008. Hentet 2008-02-17.